# Sievero-Hundorivskîi
Sievero-Hundorivskîi (în ucraineană Сєверо-Гундорівський) este o așezare de tip urban din orașul regional Krasnodon, regiunea Luhansk, Ucraina. În afara localității principale, nu cuprinde și alte sate.

## Demografie
Componența lingvistică a așezării de tip urban Sievero-Hundorivskîi
     Rusă (93,38%)
     Ucraineană (6,02%)
Conform recensământului din 2001, majoritatea populației așezării de tip urban Sievero-Hundorivskîi era vorbitoare de rusă (93,38%), existând în minoritate și vorbitori de ucraineană (6,02%).